# Оленин, Алексей Николаевич
Алексе́й Никола́евич Оле́нин (28 ноября [9 декабря] 1763, Москва — 17 [29] апреля 1843, Санкт-Петербург) — русский государственный деятель, доверенное лицо императоров Александра I и Николая I; историк, археолог, рисовальщик и библиограф

. Государственный секретарь (1814—1827), впоследствии — член Государственного совета, действительный тайный советник (1830). Член Императорской Академии Российской (1786), почётный член Петербургской Академии наук (1809), почётный член (с 1804) и президент (с 1817) Императорской Академии художеств, директор Императорской Публичной библиотеки (с 1811).

## Детство и юность
Алексей Николаевич Оленин происходил из старинной дворянской семьи Олениных, известной с первой половины XVI века и внесённой в первую часть «Бархатной книги». Его отец Николай Яковлевич Оленин (1744—1802) служил в лейб-гвардии Конном полку, вышел в отставку в чине полковника, впоследствии был произведён в статские советники; мать Анна Семёновна (1737—1812), дочь генерал-аншефа князя C. Ф. Волконского, обладала широкими родственными связями среди высшей аристократии и сильным характером; именно она главенствовала в доме.
Молва называла подлинным отцом Алексея близкого друга его матушки — церемониймейстера двора Матвея Кашталинского, известного в своё время распутством, картежной игрою и маленьким ростом, который он передал сыну. Оленин, по словам барона М. Ф. Корфа, был мал ростом, как 12-летнее дитя, и у места его в Государственном совете всегда стоял табурет для его ног, которые иначе болтались бы в воздухе.
Алексей Оленин родился в Москве, но до 10 лет жил в имении отца в селе Салаур Рязанской губернии Касимовского уезда. Здесь жили его прадед, дед, отец — многие поколения Олениных. Владение Олениных было крупным — 1473 десятины в Салауре, да ещё владения в близлежащих деревнях Свинчус, Погори Борки и другие. Первоначальное образование Оленин получил дома — воспитывал его французский гувернёр, а другим наукам его учили отец и мать. В 1774 году по протекции родственницы, княгини Е. Р. Дашковой, он повелением императрицы Екатерины II был зачислен в Пажескую придворную школу (будущий Пажеский корпус). Отличившись в учёбе, в 1780 году, за три года до срока окончания школы, был отправлен в Саксонию для совершенствования познаний в военных науках и словесности. Пройдя курс обучения в Дрезденской артиллерийской школе, Оленин продолжил образование в Страсбургском университете.

## Военная служба

### Регулярная армия (1785—1795)
Вернувшись из-за границы в сентябре 1785 года, Оленин был определён служить в артиллерию квартирмейстером в чине поручика, в мае 1786 года произведён в капитаны. В декабре 1788 года в чине майора по болезни оставил службу, но уже с января 1789 года — вновь в армии: с чином подполковника Оленин был определён в Псковский драгунский полк, где под его непосредственным руководством была сформирована первая в России конная артиллерийская рота.
В 1789—1790 годах Псковский драгунский полк принимал участие в Русско-шведской войне 1788—1790 годов, находясь в Финляндии. Оленин участвовал в боях у деревни Коувала и на реке Кюмень. В кампании 1790 года командовал прикомандированными к его полку гусарскими эскадронами. После окончания войны со Швецией Псковский драгунский полк принимал участие в Русско-польская войне 1792 года и впоследствии вернулся к месту расквартирования в Старую Руссу.
14 (25) марта 1795 года Оленин вышел в отставку с военной службы с чином полковника.

### Народное ополчение (1806—1808)
Начавшаяся война с Наполеоном привела к созданию в России многотысячного народного ополчения — милиции, или «земского войска», как его называли в те годы. Оно было учреждено манифестом Александра I 30 ноября (12 декабря) 1806 года, и Оленин вновь оказался на военной службе в Петербургском ополчении. Ополчение 1-й области (Петербургской) должно было выставить 90 тысяч ратников из запланированных 612 тысяч по всем семи областям, каждая из которых состояла из нескольких губерний. Ратники выставлялись помещиками из числа крепостных, а также государственными крестьянами, удельным ведомством и мещанскими обществами. Командиров избирало из своей среды дворянство. Главнокомандующих ополчениями по областям назначил император. В Петербургской области главнокомандующим стал генерал Н. А. Татищев. Оленин 24 декабря 1806 (5 января 1807) поступил к нему на должность правителя канцелярии, а с 23 марта (4 апреля) 1807 года по 1 (13) апреля 1808 года исполнял должность дежурного генерала. В августе 1807 года за заслуги в кампании 1806—1807 годов Оленин был награждён орденом Святой Анны I степени. При роспуске милиции в апреле 1808 года он был награждён памятной золотой медалью и милицейским мундиром с правом его последующего ношения. Этот мундир вызывал особые чувства у Оленина, который впоследствии часто его надевал.

## Гражданская служба

### Государственный ассигнационный банк (1795—1799)
Уволившись с военной службы, Оленин в апреле 1795 года поступил на службу в экспедицию по подрядам и закупкам меди Государственного ассигнационного банка с чином коллежского советника. 5 (16) августа 1795 года он был назначен советником правления этого банка, а 24 января (4 февраля) 1797 года произведён в статские советники и назначен управляющим вновь образованной конторой о покупке металлов при Государственном ассигнационном банке, которая покупала золото, серебро и медь «на преобразование государственных ассигнаций в монеты».
В октябре 1797 года Оленин назначен управляющим Монетным двором. На этом посту он помимо прочего познакомился с искусством изготовления медалей, что послужило основой для его более поздней работы «Опыт о правилах медальерного искусства» (1817). В декабре того же года награждён своим первым орденом — Святой Анны II степени. 4 (15) декабря 1798 года Оленин был произведён в действительные статские советники. Быстрому повышению по служебным ступеням он был обязан расположению к нему многих влиятельных лиц, включая графа А. С. Строганова.

### Правительствующий сенат (1799—1801)
3 (14) декабря 1799 года Оленин был назначен обер-прокурором 3-го департамента Сената. В июне 1800 года на него было возложено руководство школой титулярных юнкеров при Сенате, открытой для обучения юристов.

### Канцелярия Е. И. В., Министерство внутренних дел, Департамент уделов (1801—1809)
После воцарения Александра I Оленин оказался в числе приближённых нового императора. В апреле 1801 года он был переведён экспедитором в императорскую канцелярию и назначен статс-секретарём. Начиная с сентября 1802 года стал близким сотрудником М. М. Сперанского, работал вместе с ним по организации канцелярии Министерства внутренних дел, созданного согласно манифесту 8 (20) сентября 1802 года «Об образовании министерств».
19 февраля (3 марта) 1803 года Оленин, помимо прочих должностей, был назначен также товарищем (заместителем) министра в Департамент уделов, учреждённый в 1797 году для управления удельными (принадлежавшими императорской фамилии) имениями и крестьянами. На службе в Департаменте уделов Оленин состоял вплоть до 1806 года, когда война с наполеоновской Францией вынудила его вновь пойти на военную службу в народное ополчение (см. выше). После окончания боевых действий и роспуска ополчения в 1808 году Оленин вновь вернулся к службе по Департаменту уделов.

### Государственная канцелярия (1810—1827)
1 (13) января 1810 года был опубликован манифест «Образование Государственного совета», который учреждал этот высший законосовещательный орган Российской империи. Одновременно с ним была учреждена Государственная канцелярия, призванная вести делопроизводство Государственного совета. Её возглавил М. М. Сперанский, А. Н. Оленин был назначен статс-секретарём, возглавляющим отделение гражданских и духовных дел, которое вело делопроизводство одноимённого департамента Государственного совета; его помощником был В. А. Слободской. Одновременно с назначением статс-секретарем 1 (13) января 1810 года Оленин был произведён в тайные советники.
Будучи фактически старшим из статс-секретарей Государственной канцелярии, Оленин стал ближайшим помощником государственного секретаря М. М. Сперанского. Именно Оленин временно, до момента назначения А. С. Шишкова, исполнял должность Государственного секретаря в 1812 году, когда совершенно неожиданно Сперанский был отстранён Александром I от государственной деятельности. К тому же, уезжая к армии Александр I повелел Шишкову состоять при нём, и Оленин фактически исполнял обязанности госсекретаря почти все два года пребывания Шишкова на этом посту. Оленин продолжил исполнять должность госсекретаря и после отставки Шишкова 30 августа (11 сентября) 1814 года — вплоть до 22 июля (11 сентября) 1826 года, когда уже новым императором Николаем I он, наконец, был утверждён в должности государственного секретаря.
На посту государственного секретаря Оленин играл важную роль в деятельности государственного аппарата России и участвовал во многих важных для государства событиях. Именно он на заседании Госсовета 27 ноября (9 декабря) 1825 года, когда до Петербурга дошло известие о смерти Александра I, вынес по приказанию председателя Совета князя П. В. Лопухина из архива пакет с волей покойного императора и отречением от престола цесаревича Константина Павловича и зачитал содержавшиеся в нём бумаги присутствующим. Результатом этого заседания в согласии с решением великого князя Николая Павловича стала (вопреки воле Александра и желанию Константина) присяга членов Госсовета императору Константину I. В следующем, секретном, заседании Государственного совета, состоявшемся в ночь с 13 (25) на 14 (26) декабря 1825 года, Оленин по поручению Николая Павловича зачитал рескрипт цесаревича Константина на имя князя Лопухина, подтверждавший его отречение от престола, и члены Госсовета присягнули императору Николаю I.
В новое царствование Оленин недолго оставался государственным секретарем. После утверждения в июле 1826 года в должности, Оленин уже 29 апреля (11 мая) 1827 года был уволен от неё с назначением членом Государственного совета.

## Научная и литературная деятельность
Ещё во время обучения в Германии Оленин начал собирать материалы для «Толкования многих военных русских старинных речений», составленного на основе древнерусских летописей и снабжённого пространными комментариями. За этот труд, оставшийся неопубликованным, Оленин был в 1786 году избран членом незадолго до того учреждённой Российской академии, президентом которой была Е. Р. Дашкова. По предложению графа А. С. Строганова 1 сентября 1804 года «за отличную привязанность к изящным художествам и знания, сопровождающие оную» Оленин, будучи хорошим рисовальщиком, был избран почётным членом Академии художеств. Почётный член Московского университета (1826).
Олениным были написаны труды по истории и археологии Древней Руси. Широко известно его «Письмо к графу А. И. Мусину-Пушкину о камне тмутараканском…» (1806), которое положило начало русской эпиграфике; к сочинению Мусина-Пушкина Олениным был выгравирован эстамп.
С 27 апреля 1808 года — помощник директора Публичной библиотеки графа А. С. Строганова, а после его смерти в 1811 году — её директор.
Консультировал О. Монферрана при строительстве пьедестала Александровской колонны, предложил ему использовать в барельефах точные копии воинских доспехов, хранящихся в Оружейной палате в Москве.

## Семья и личная жизнь
В ноябре 1791 года Оленин женился на Елизавете Марковне Полторацкой (1768—1838), дочери главы Придворной певческой капеллы действительного статского советника М. Ф. Полторацкого.
У Олениных было трое сыновей и две дочери:
- Николай (1793—1812) — прапорщик лейб-гвардии Семёновского полка, погиб в Бородинском сражении.
- Пётр (1794—1868) — служил в лейб-гвардии Семёновском и Егерском полках, потом в Корпусе инженеров путей сообщения. Генерал-майор.
- Алексей (1798—1854) — офицер, член Союза благоденствия; впоследствии находился на гражданской службе. Действительный статский советник. Убит крепостными за жестокое обращение.
- Варвара (1802—1877) — любимица И. А. Крылова. Супруга Григория Никаноровича Оленина, своего двоюродного дяди. Их дочь Александра была женой сенатора Н. И. Стояновского.
- Анна (1808—1888), в замужестве Оленина-Андро, — фрейлина двора, музыкант и певица. Её воспели в стихах Козлов, Гнедич, Веневитинов, Пушкин, который даже был влюблён в неё и искал её руки (1829), но без успеха. Супруга сенатора Ф. А. Андро де Ланжерона.

В 1795 году супруги Оленины купили участок земли под Санкт-Петербургом в 766 десятин, где построили усадьбу Приютино. После смерти Елизаветы Марковны Олениной усадьба была продана наследниками.
Оленин скончался 17 (29) апреля 1843 года в Петербурге и был похоронен на Тихвинском кладбище Александро-Невской лавры.

## Награды
- Орден Святой Анны 2-й степени (02.12.1797)
- Орден Святого Иоанна Иерусалимского, кавалерский крест (31.12.1800)
- Орден Святой Анны 1-й степени (01.08.1807)
- Алмазные знаки к ордену Святой Анны 1-й степени (28.01.1811)
- Орден Святого Владимира 2-й степени (26.01.1812)
- Орден Святого Александра Невского (01.01.1824)
- Бриллиантовые знаки к ордену Святого Александра Невского (29.08.1834)
- Орден Святого Владимира 1-й степени (16.04.1841)
- Знак отличия беспорочной службы за XL лет (08.04.1829)
- Знак отличия беспорочной службы за XLV лет (22.08.1831)
- Знак отличия беспорочной службы за L лет (22.08.1834)
- Знак отличия беспорочной службы за LV лет (22.08.1841)

## Адреса в Санкт-Петербурге
- 1793—1813 — набережная реки Фонтанки, 101 (дом был приданым супруги Оленина Е. М. Олениной);
- 1813—осень 1819 года — набережная реки Фонтанки, 97;
- осень 1819—осень 1827 года — дом Северина — набережная реки Мойки, 67;
- осень 1827—1830 — особняк Е. П. Пашковой — Дворцовая набережная, 10;
- 1830—1831 — доходный дом Гагарина — Миллионная улица, 11;
- 1831—17.04.1843 года — доходный дом — Большая Морская улица, 48.